# Phenylpropargylether
Phenylpropargylether ist eine chemische Verbindung aus der Gruppe der Ether.

## Gewinnung und Darstellung
Phenylpropargylether kann durch Reaktion von Propargylalkohol mit Phenol in Ethanol und Kaliumhydroxid gewonnen werden. Es sind jedoch auch noch weitere Syntheseverfahren bekannt.

## Eigenschaften
Phenylpropargylether ist eine farblose bis gelbliche klare Flüssigkeit. Bei Erwärmung der Verbindung kann eine abnormale Claisen-Reaktion erfolgen, die im weiteren Verlauf zu einem Ringschluss zum 2H-Chromen führt.